# Jacques Séréfio
Jacques Séréfio (1947 – Bangui, 17 luglio 2021) è stato un cestista centrafricano.

## Carriera
Con la Rep. Centrafricana ha preso parte ai Campionato del mondo del 1974.

## Palmarès
- FIBA Africa Clubs Champions Cup: 1

Red Star Ndongo Club: 1972